# Isidoro Macabich
Isidoro o Isidor Macabich y Llobet (Ibiza, 10 de septiembre de 1883 - Barcelona, 21 de marzo de 1973), fue un sacerdote, historiador, archivero, folclorista y poeta español en castellano e ibicenco, Gran Cruz de la Orden Civil de Alfonso X el Sabio.

## Biografía
De ancestros marinos y militares, su padre, Isidor Macabich i Ferrer, tenía origen croata, aunque su familia llevaba largo tiempo afincada en la isla de Ibiza; su madre, Francisca Llobet i Bosch, era una pintora de Formentera. Por la traumática y temprana separación de sus padres, quienes habían contraído matrimonio siendo muy jóvenes, pasó la infancia al cuidado de su abuela paterna Irene Ferrer i Oliver. Estudió en el Seminario de Ibiza, y en 1907 fue ordenado sacerdote. Fue canónigo archivero de la Catedral de Ibiza desde 1913, y, formado en el catolicismo social, intervino en la creación de la Asociación Diocesana de la Buena Prensa (1907), el Centro de Acción Social (1909 ), la Congregación de la Purísima y de San Luis Gonzaga (1911), Ca Nostra (1918), Federación Católico-Agraria de Sindicatos (1919), la Hermandad de Santa María (1929), la Juventud Católico-Agraria (1930) y el Sindicato de Oficios Varios "Juventud Obrera" (1933). Por otra parte, intervino en el establecimiento en Ibiza de la Caja de Pensiones para la Vejez y de Ahorros (1930) y en la creación de su biblioteca (1935). Durante la Segunda República Española fue miembro de la CEDA y del Partido Liberal Regionalista de Carlos Román, vinculado a Francisco Cambó.
Interesado por la historia, desde 1903 colaboró en la revista Los Archivos de Ibiza y ayudó a que reapareciera el Diario de Ibiza. El 1908 participó en el Primer Congreso de Historia de la Corona de Aragón, en Barcelona. Colaboró en la elaboración del que sería el Diccionari català-valencià-balear, junto con el sacerdote filólogo y astrónomo Vicent Serra i Orvay, y mantuvo una larga relación con Antonio María Alcover y Francisco de Borja Moll. En 1935 inició una Historia de Ibiza en entregas, publicada conjunta en cuatro volúmenes de 1966 a 1967. En 1955 participa en el IV Congreso de Historia de la Corona de Aragón, celebrado en Palma, con la ponencia "La Universidad de Ibiza y la institución ibicenca del jurado en el reinado de Alfonso el Magnánimo".
También fue uno de los fundadores y el director del Instituto de Estudios Ibicencos. Colaboró asimismo en diversos diarios y revistas: El Debate, de Madrid, Hispania, Destino y Lluc. En 1951 fue nombrado canónigo arcediano de Ibiza; en 1953, arcipreste, y en 1960 (después de ocupar unos meses el cargo de vicario capitular, vacante la sede episcopal de Ibiza) accedió a la dignidad de prelado doméstico del Papa. Nombrado cronista oficial de Ibiza al fallecimiento de Enrique Fajarnés Tur, el año 1934, fue también hijo ilustre de la ciudad, académico de la Real Academia de la Historia (1946) y de la Real Academia de la Lengua (1953) y miembro del Consejo Superior de Investigaciones Científicas o CSIC. Todo esto no le impidió impartir clases nocturnas para la alfabetización de sus paisanos durante más de treinta años y defender la necesidad del estudio y catalogación por personal especializado de los restos arqueológicos de la isla.
Falleció, tras una caída y una fractura de fémur el año anterior, en un hospital de Barcelona, en 1973, pocos días antes de cumplir noventa años.
Los ibicencos le dedicaron una estatua situada cerca de la que fue su casa, en Sa Carrosa, en el interior de Dalt Vila. Asimismo, muchas calles y un instituto de secundaria de Ibiza llevan su nombre.
Su vida y obra ha sido estudiada por Jean Serra en La poesia d'Isidor Macabich, Joan Gomila Pere en L'obra folklòrica d'Isidor Macabich (con prólogo de Fanny Tur Riera), Felip Cirer Costa en Isidor Macabich Llobet: (1883-1973) (Palma), y por Fanny Tur Riera en Isidor Macabich Llobet: (1883-1973) (Ayuntamiento de Ibiza), entre otros.

## Obras
- Historia de Ibiza, Palma de Mallorca: Editorial Daedalus, 1966-1967, 4 vols. Recopila varios trabajos publicados anteriormente:
  - I: Antigüedad (1957)
  - II: Feudalismo (1935)
  - III: Crónicas. Siglos XIII-XIV (1936)
  - IV: Crónicas. Siglo XV (1940)
  - V: Crónicas. Siglo XVI (1941)
  - VI: Crónicas. Siglos XVII-XVIII (1942-43)
  - VII: Crónicas. Siglo XIX (1955)
  - VIII: Corso (1959)
  - IX: Costumbrismo (1960-66).
- Corsarios ibicencos (1906)
- Es feudalisme a Eivissa (1909).
- Santa María la Mayor (1916)
- Pityusas. Ciclo púnico (1931)
- Ebusus. Ciclo romano (1932)
- Santa María. Ciclo cristiano (1934)
- Dialectals (1923; 2.ª ed. ampliada, 1933), poesía
- Mots de bona cristiandat (1918)
- Romancer tradicional eivissenc (1954)
- De mi mocedad. Líricas (1922)
- Ave Regina (1929)
- Nuevos versos. Poesías bilingües (1931).
- Vesprals (1934)
- Miratges (1936).
- De mi vida. Poesías castellanas e ibicencas (1950)